# Pyricularia rabaulensis
Pyricularia rabaulensis är en svampart som beskrevs av Matsush. 1971. Pyricularia rabaulensis ingår i släktet Pyricularia och familjen Magnaporthaceae.   Inga underarter finns listade i Catalogue of Life.